# خاطرات دخترمدرسه‌ای
خاطرات دخترمدرسه‌ای (انگلیسی: Schoolgirl Diary) با نام اصلی ۹ صبح: کلاس شیمی (ایتالیایی: Ore 9: lezione di chimica) یک فیلم درام ایتالیایی به کارگردانی ماریو ماتولی است که در سال ۱۹۴۱ منتشر شد.

## گزیدهٔ بازیگران
- آلیدا والی
- ایراسما دیلیان
- آندره‌آ ککی
- جودیتا ریسونه
- آدا دوندینی
- کارلو کامپانینی
- الگا سولبلی
- ساندرو روفینی
- ویتوریا مونگاردی